# Ye Ithopya Ayer Hayl
L'Aeronautica militare etiope ; in amarica የኢትዮጵያ አየር ሃይል, Ye Ithopya Ayer Hayl, o anche, in lingua inglese, Ethiopian Air Force (ETAF), è l'attuale aeronautica militare dell'Etiopia e parte integrante, assieme a Esercito e Marina militare, delle Forze armate etiopi.

## Aeromobili in uso
Sezione aggiornata annualmente in base al World Air Force di Flightglobal del corrente anno. Tale dossier non contempla UAV, aerei da trasporto VIP ed eventuali incidenti accorsi durante l'anno della sua pubblicazione. Modifiche giornaliere o mensili che potrebbero portare a discordanze nel tipo di modelli in servizio e nel loro numero rispetto a WAF, vengono apportate in base a siti specializzati, periodici mensili e bimestrali. Tali modifiche vengono apportate onde rendere quanto più aggiornata la tabella.
| Aeromobile                           | Origine     | Tipo                                     | Versione (denominazione locale) | In servizio (2024) | Note | Immagine          |
| Aerei da combattimento               |             |                                          |                                 |                    | |                   |
| Sukhoi Su-30 Flanker                 | Russia      | cacciabombardiere                        | Su-30K                          | 2                  | 2 Su-30 consegnati il 16 gennaio 2024. Secondo fonti russe, si tratterebbe di sei dei diciotto Su-30K che l'India ha riconsegnato alla Russia nel 2007, dopo l'inizio della produzione su licenza del Su-30MKI. |                   |
| Sukhoi Su-27 Flanker                 | Russia      | Aereo da cacciaconversione operativa     | Su-27Su-27UBK                   | 141                | 37 Su-27 e 2 Su-27UB consegnati. Un esemplare biposto Su-27UBK è andato distrutto ad ottobre 2019. |                   |
| Mikoyan-Gurevich MiG-23 Flogger      | Russia      | caccia intercettoreconversione operativa | MiG-23BNMiG-23UM                | 9                  | 56 MiG-23BN consegnati, mentre non si conosce il numero dei MiG-23UM effettivamente consegnati. L'effettiva presenza ed il numero di questi aerei rimane incerta.                                               | su airliners.net. |
| Mikoyan-Gurevich MiG-21 Fishbed-J    | Russia      | caccia intercettoreconversione operativa | MiG-21MFMiG-21UM                | 104                | 95 MiG-21MF Fishbed-J e 5 MiG-21UM Mongol-B consegnati. L'effettiva presenza ed il numero di questi aerei rimane incerta, anche se operativi, sono stati relegati a compiti addestrativi.                       |                   |
| Aeromobili a pilotaggio remoto- UAV  |             |                                          |                                 |                    | |                   |
| Baykar Bayraktar Akinci              | Turchia     | UAV                                      | Akinci                          | 2                  | Arrivo di un numero non precisato (forse 2) di Bayraktar Akinci il 16 gennaio 2024. |                   |
| Baykar Bayraktar TB2                 | Turchia     | UAV                                      | TB2                             | 3                  | 4 TB2 ordinati ad agosto 2021 e consegnati dal novembre dello stesso anno. Un esemplare è stato perso a fine maggio 2024.                                                                                       |                   |
| Aerei da trasporto                   |             |                                          |                                 |                    | |                   |
| Antonov An-12 Cub                    | Ucraina     | Aereo da trasporto                       | An-12                           | 4                  | 12 An-12 Cub-A consegnati. | su airliners.net. |
| Antonov An-32 Cline                  | Ucraina     | aereo da trasporto                       | An-32                           | 1                  | 1 An-32 Cline consegnato. |                   |
| Lockheed C-130 Hercules              | Stati Uniti | Aereo da trasporto                       | C-130BC-130E                    | 1                  | 4 C-130B e 1 C-130E ex USAF consegnati nel 2014 e nel 2018. |                   |
| de Havilland Canada DHC-6 Twin Otter | Canada      | Aereo da trasporto                       | DHC-6-300                       | 1                  | 1 DHC-6-300 consegnato. |                   |
| Yakovlev Yak-40 Codling              | Russia      | Aereo da trasporto                       | Yak-40                          | 1                  | 1 Yak-40 consegnato. |                   |
| Aerei da addestramento               |             |                                          |                                 |                    | |                   |
| Aero L-39 Albatros                   | Rep. Ceca   | aereo da addestramento                   | L-39Z                           | 15                 | 21 L-39Z consegnati. | su airliners.net. |
| Grob G 120                           | Germania    | aereo da addestramento                   | G120TP                          | 12                 | 6 G 120TP ordinati a giugno 2019 con consegne completate tra l'agosto ed il settembre dello stesso anno. Un ulteriore contratto per altri 6 esemplari dovrebbe essere stato formalizzato a dicembre 2019.       |                   |
| Alenia Aermacchi SF-260              | Italia      | aereo da addestramento                   | SF-260TP                        | 4                  | 23 SF-260TP consegnati. |                   |
| Elicotteri                           |             |                                          |                                 |                    | |                   |
| Mil Mi-8 Hip                         | Russia      | Elicottero utility                       | Mi-8Mi-17                       | 15                 | 18 tra Mi-8 e Mi-17 consegnati. | su airliners.net. |
| Mil Mi-24 Hind                       | Russia      | Elicottero d'attacco                     | Mi-24DMi-24PMi-24V              | 7                  | 25 tra Mi-24D, Mi-24P e Mi-24V consegnati. |                   |
| Sud-Aviation SA 316 Alouette III     | Francia     | elicottero utility                       | SA 316B                         | 3                  | 20 SA 316B consegnati. |                   |
| AgustaWestland AW139                 | Italia      | elicottero utility                       | AW139                           | 1                  | 1 AW139 consegnato. |                   |

## Aeromobili ritirati
- Boeing 757
- Agusta AB-212